# Vùng Murcia
Vùng Murcia (tiếng Tây Ban Nha: Comunidad Autónoma de la Región de Murcia) là một trong các cộng đồng tự trị của Tây Ban Nha. Cộng đồng này nằm ở đông nam Tây Ban Nha, giữa Andalusia và cộng đồng tự trị Valencia, bên bờ Địa Trung Hải.
Cộng đồng tự trị này chỉ có 1 tỉnh duy nhất, không giống như các cộng đồng khác của Tây Ban Nha có nhiều tỉnh. Vì vậy, chính quyền cộng đồng đồng thời là chính quyền tỉnh. Thủ phủ là Murcia, nơi tập trung các cơ quan chính quyền địa phương vùng, ngoại trừ nghị viện vùng nằm ở Cartagena
Cộng đồng này có các đô thị.
Vùng Murcia giáp với Andalucía (các tỉnh Almería và Granada); Castilla-La Mancha (tỉnh Albacete); cộng đồng tự trị Valencia (tỉnh Alicante); Địa Trung Hải. Núi cao nhất ở đây là Revolcadores (2015 m).
Cộng đồng có diện tích 11.313 km² và dân số 1,4 triệu người, 1/3 sống ở tỉnh lỵ.
Vùng này sản xuất trái cây, rau, hoa, dầu o liu.